# Discografia degli Avantasia
La seguente è una discografia comprensiva del supergruppo musicale tedesco Avantasia.

## Album in studio
| Anno                                                                                               | Titolo | Classifiche | Classifiche | Classifiche | Classifiche | Classifiche | Classifiche | Classifiche | Classifiche | Classifiche | Classifiche | Classifiche | Classifiche |
| Anno                                                                                               | Titolo | GER         | AUT         | BEL (FL)    | ESP         | FIN         | FRA         | ITA         | NLD         | NOR         | SWE         | SWI         | UK          |
| -------------------------------------------------------------------------------------------------- | --- | ----------- | ----------- | ----------- | ----------- | ----------- | ----------- | ----------- | ----------- | ----------- | ----------- | ----------- | ----------- |
| 2001                                                                                               | The Metal Opera - Part I - Pubblicazione: 22 gennaio 2001 - Etichetta: AFM Records                           | 35          | —           | —           | —           | 36          | 118         | —           | —           | —           | 48          | —           | —           |
| 2002                                                                                               | The Metal Opera - Part II - Pubblicazione: 26 agosto 2002 - Etichetta: AFM Records                           | 17          | —           | —           | —           | 26          | 64          | —           | —           | —           | 17          | 94          | —           |
| 2008                                                                                               | The Scarecrow - Pubblicazione: 25 gennaio 2008 - Etichetta: Nuclear Blast                                    | 8           | 16          | —           | 27          | 26          | 57          | 65          | 65          | —           | 10          | 17          | —           |
| 2010                                                                                               | The Wicked Symphony / Angel of Babylon - Pubblicazione: 3 aprile 2010 - Etichetta: Nuclear Blast             | 2           | 9           | —           | 32          | 18          | 74          | —           | —           | 22          | 14          | 7           | —           |
| 2013                                                                                               | The Mystery of Time - Pubblicazione: 29 marzo 2013 - Etichetta: Nuclear Blast                                | 2           | 11          | 97          | 29          | 9           | 61          | —           | 85          | 19          | 9           | 5           | 97          |
| 2016                                                                                               | Ghostlights - Pubblicazione: 29 gennaio 2016 - Etichetta: Nuclear Blast                                      | 2           | 10          | 44          | 19          | 11          | 68          | 33          | 48          | 17          | 7           | 8           | 53          |
| 2019                                                                                               | Moonglow - Pubblicazione: 15 febbraio 2019 - Etichetta: Nuclear Blast                                        | 1           | 4           | 38          | 5           | 13          | 43          | 31          | 83          | —           | 6           | 3           | 38          |
| 2022                                                                                               | A Paranormal Evening with the Moonflower Society - Pubblicazione: 21 ottobre 2022 - Etichetta: Nuclear Blast | 3           | 7           | 68          | 16          | 13          | 103         |             | 52          | 48          | 10          | 4           |             |
| "—" indica una pubblicazione che non si è classificata o che non è stata pubblicata in quel Paese. | |             |             |             |             |             |             |             |             |             |             |             |             |

## Album dal vivo
| Anno | Titolo                                                                     | Classifiche |
| Anno | Titolo                                                                     | GER         |
| ---- | -------------------------------------------------------------------------- | ----------- |
| 2011 | The Flying Opera - Pubblicazione: 18 marzo 2011 - Etichetta: Nuclear Blast | 18          |

## Extended play
| Anno | Titolo                                                                               | Classifiche | Classifiche | Classifiche |
| Anno | Titolo                                                                               | GER         | AUT         | FRA         |
| ---- | ------------------------------------------------------------------------------------ | ----------- | ----------- | ----------- |
| 2000 | Avantasia - Pubblicazione: 3 ottobre 2000 - Etichetta: AFM Records                   | —           | —           | —           |
| 2007 | Lost in Space (Part I) - Pubblicazione: 16 novembre 2007 - Etichetta: Nuclear Blast  | 9           | 48          | 66          |
| 2007 | Lost in Space (Part II) - Pubblicazione: 16 novembre 2007 - Etichetta: Nuclear Blast | —           | —           | 69          |
| 2019 | More Moonglow - Pubblicazione: 23 gennaio 2019 - Etichetta: Nuclear Blast            | —           | —           | —           |

## Album video
| Anno | Titolo                                                                     | Classifiche | Classifiche |
| Anno | Titolo                                                                     | NLD         | SWI         |
| ---- | -------------------------------------------------------------------------- | ----------- | ----------- |
| 2011 | The Flying Opera - Pubblicazione: 18 marzo 2011 - Etichetta: Nuclear Blast | 30          | 3           |